# Liste der Städte und Gemeinden in Brandenburg

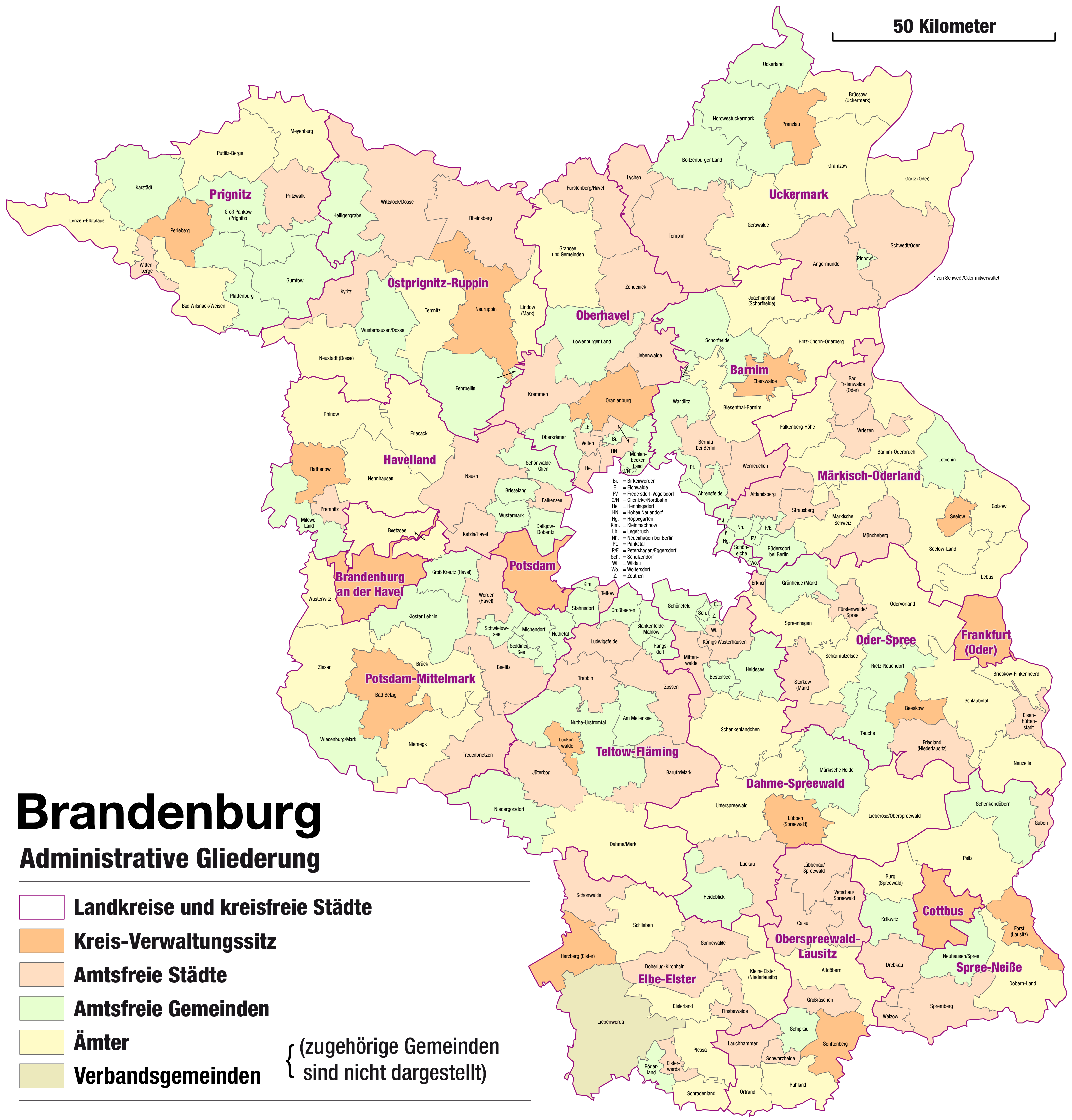
Administrative Gliederung von Brandenburg (Stand: 2022)

Administrative Gliederung bis zur Gliederungsebene amtsangehörige Gemeinde (Stand: 2018)

Die Liste der Städte und Gemeinden in Brandenburg enthält die Städte und Gemeinden im deutschen Land Brandenburg. 
Es besteht aus insgesamt
- 413 politisch selbstständigen Städten und Gemeinden (Stand: 19. April 2022).

Diese verteilen sich wie folgt:
- 113 Städte, darunter
  - 004 kreisfreie Städte, darunter die Landeshauptstadt Potsdam,
  - 007 große kreisangehörige Städte,
  - 009 mittlere kreisangehörige Städte
  - 058 sonstige amtsfreie Städte (sie erledigen alle Aufgaben in eigener Zuständigkeit)
  - 031 amtsangehörige Städte
  - 004 verbandsangehörige Städte
- 300 sonstige Gemeinden, darunter
  - 064 amtsfreie Gemeinden
  - 001 amtsfreie Gemeinde, die von einer anderen Gemeinde mitverwaltet wird (Pinnow)
  - 235 amtsangehörige Gemeinden

31 Städte und 235 Gemeinden haben sich zur Erledigung ihrer Verwaltungsgeschäfte zu 50 Ämtern zusammengeschlossen. 4 weitere Städte haben sich zu einer Verbandsgemeinde zusammengeschlossen, der ersten ihrer Art in Brandenburg.
In Brandenburg erhielten kreisangehörige Städte ab 45.000 Einwohnern bzw. 25.000 Einwohner gemäß § 2 Abs. 3 Gemeindeordnung für das Land Brandenburg a.F. den Status einer Großen bzw. Mittleren kreisangehörigen Stadt. Mit Einführung der Brandenburgischen Kommunalverfassung (BbgKVerf) wurde der Status der Mittleren kreisangehörigen Stadt abgeschafft, allerdings wurde in § 141 Abs. 2 BbgKVerf eine Bestandsschutzregelung aufgenommen. Zudem genügen nunmehr gemäß § 1 Abs. 3 BbgKVerf für das Erreichen des Status einer Großen kreisangehörigen Stadt 35.000 Einwohner.
Bei offiziell zweisprachigen Städten und Gemeinden ist neben dem deutschen auch der niedersorbische Name angegeben.

## Kreisfreie Städte
- Landeshauptstadt Potsdam

| - Brandenburg an der Havel | - Cottbus / Chóśebuz | - Frankfurt (Oder) |

## Große kreisangehörige Städte
| - Bernau bei Berlin - Eberswalde (Kreisstadt) - Eisenhüttenstadt | - Falkensee - Königs Wusterhausen | - Oranienburg (Kreisstadt) - Schwedt/Oder |

## Mittlere kreisangehörige Städte
| - Fürstenwalde/Spree - Guben - Hennigsdorf | - Neuruppin (Kreisstadt) - Rathenow (Kreisstadt) - Senftenberg (Kreisstadt) | - Spremberg / Grodk - Strausberg - Wittenberge |

## Gemeinden
(in der nachfolgenden alphabetischen Liste sind alle Gemeinden Brandenburgs aufgeführt):
fett = Städte

### A
| - Ahrensfelde - Altdöbern - Althüttendorf | - Altlandsberg - Alt Tucheband - Alt Zauche-Wußwerk / Stara Niwa-Wózwjerch | - Am Mellensee - Angermünde |

### B
| - Bad Belzig (Kreisstadt) - Bad Freienwalde (Oder) - Bad Liebenwerda - Bad Saarow - Bad Wilsnack - Baruth/Mark - Beelitz - Beeskow (Kreisstadt) - Beetzsee - Beetzseeheide - Beiersdorf-Freudenberg - Bensdorf - Berge - Berkenbrück | - Bernau bei Berlin - Bersteland - Bestensee - Biesenthal - Birkenwerder - Blankenfelde-Mahlow - Bleyen-Genschmar - Bliesdorf - Boitzenburger Land - Borkheide - Borkwalde - Brandenburg an der Havel - Breddin - Breese | - Breydin - Brieselang - Briesen / Brjazyna - Briesen (Mark) - Brieskow-Finkenheerd - Britz - Bronkow - Brück - Brüssow - Buckautal - Buckow (Märkische Schweiz) - Burg (Spreewald) / Bórkowy (Błota) - Byhleguhre-Byhlen / Běła Góra-Bělin |

### C
| - Calau / Kalawa - Carmzow-Wallmow - Casekow | - Chorin - Cottbus / Chóśebuz - Crinitz | - Cumlosen |

### D
| - Dabergotz - Dahme/Mark - Dahmetal - Dallgow-Döberitz - Diensdorf-Radlow | - Dissen-Striesow / Dešno-Strjažow - Doberlug-Kirchhain - Döbern - Drachhausen / Hochoza - Drahnsdorf | - Drebkau / Drjowk - Dreetz - Drehnow / Drjenow |

### E
| - Eberswalde (Kreisstadt) - Eichwalde | - Eisenhüttenstadt - Elsterwerda | - Erkner |

### F
| - Falkenberg - Falkenberg/Elster - Falkenhagen (Mark) - Falkensee - Fehrbellin - Felixsee / Feliksowy jazor - Fichtenhöhe | - Fichtwald - Finsterwalde - Flieth-Stegelitz - Forst (Lausitz) (Kreisstadt) - Frankfurt (Oder) - Frauendorf - Fredersdorf-Vogelsdorf | - Friedland - Friedrichswalde - Friesack - Fürstenberg/Havel - Fürstenwalde/Spree |

### G
| - Gartz (Oder) - Garzau-Garzin - Gerdshagen - Gerswalde - Glienicke/Nordbahn - Gollenberg - Golßen - Golzow (b.Brandenburg) - Golzow (Oderbruch) - Gorden-Staupitz - Göritz - Görzke - Gosen-Neu Zittau | - Gräben - Gramzow - Gransee - Gröden - Großbeeren - Großderschau - Großkmehlen - Groß Köris - Groß Kreutz (Havel) - Groß Lindow - Groß Pankow (Prignitz) - Großräschen - Groß Schacksdorf-Simmersdorf | - Großthiemig - Großwoltersdorf - Grünewald - Grünheide (Mark) - Grünow - Grunow-Dammendorf - Guben - Guhrow / Góry - Gülitz-Reetz - Gumtow - Gusow-Platkow - Guteborn |

### H
| - Halbe - Halenbeck-Rohlsdorf - Havelaue - Havelsee - Heckelberg-Brunow - Heideblick - Heideland - Heidesee | - Heiligengrabe - Heinersbrück / Móst - Hennigsdorf - Hermsdorf - Herzberg (Elster) (Kreisstadt) - Herzberg (Mark) - Hirschfeld - Hohenbocka | - Hohenbucko - Hohenfinow - Höhenland - Hohenleipisch - Hohen Neuendorf - Hohenselchow-Groß Pinnow - Hoppegarten |

### I
| - Ihlow |

### J
| - Jacobsdorf - Jamlitz | - Jämlitz-Klein Düben - Jänschwalde / Janšojce | - Joachimsthal - Jüterbog |

### K
| - Karstädt - Kasel-Golzig - Ketzin/Havel - Kleinmachnow - Kleßen-Görne - Kloster Lehnin | - Kolkwitz / Gołkojce - Königs Wusterhausen - Kotzen - Krausnick-Groß Wasserburg - Kremitzaue - Kremmen | - Kroppen - Kümmernitztal - Küstriner Vorland - Kyritz |

### L
| - Langewahl - Lanz - Lauchhammer - Lawitz - Lebus - Lebusa - Leegebruch - Legde/Quitzöbel - Lenzen (Elbe) - Lenzerwische | - Letschin - Lichterfeld-Schacksdorf - Liebenwalde - Lieberose - Liepe - Lietzen - Lindenau - Lindendorf - Lindow (Mark) - Linthe | - Löwenberger Land - Lübben (Spreewald) / Lubin (Błota) (Kreisstadt) - Lübbenau/Spreewald / Lubnjow/Błota - Luckaitztal - Luckau - Luckenwalde (Kreisstadt) - Ludwigsfelde - Lunow-Stolzenhagen - Lychen |

### M
| - Marienfließ - Marienwerder - Märkisch Buchholz - Märkisch Linden - Märkisch Luch - Märkische Heide / Markojska Góla - Märkische Höhe - Massen-Niederlausitz - Melchow | - Merzdorf - Mescherin - Meyenburg - Michendorf - Milmersdorf - Milower Land - Mittenwalde (Mark) - Mittenwalde (Uckermark) | - Mixdorf - Mühlberg/Elbe - Mühlenbecker Land - Mühlenberge - Mühlenfließ - Müllrose - Müncheberg - Münchehofe |

### N
| - Nauen - Neiße-Malxetal - Neißemünde - Nennhausen - Neuenhagen bei Berlin - Neuhardenberg - Neuhausen/Spree / Kopańce - Neulewin | - Neupetershain / Nowe Wiki - Neuruppin (Kreisstadt) - Neu-Seeland - Neustadt (Dosse) - Neutrebbin - Neu Zauche / Nowa Niwa - Neuzelle - Niederer Fläming | - Niederfinow - Niedergörsdorf - Niemegk - Nordwestuckermark - Nuthetal - Nuthe-Urstromtal |

### O
| - Oberbarnim - Oberkrämer - Oberuckersee | - Oderaue - Oderberg - Oranienburg (Kreisstadt) | - Ortrand |

### P
| - Panketal - Parsteinsee - Paulinenaue - Päwesin - Peitz / Picnjo - Perleberg (Kreisstadt) - Pessin | - Petershagen/Eggersdorf - Pinnow - Pirow - Planebruch - Planetal - Plattenburg - Plessa | - Podelzig - Potsdam - Premnitz - Prenzlau (Kreisstadt) - Pritzwalk - Prötzel - Putlitz |

### R
| - Rabenstein/Fläming - Ragow-Merz - Randowtal - Rangsdorf - Rathenow (Kreisstadt) - Rauen - Rehfelde - Reichenow-Möglin | - Reichenwalde - Reitwein - Retzow - Rheinsberg - Rhinow - Rietz-Neuendorf - Rietzneuendorf-Staakow - Röderland | - Rosenau - Roskow - Rückersdorf - Rüdersdorf bei Berlin - Rüdnitz - Ruhland - Rühstädt - Rüthnick |

### S
| - Sallgast - Schenkenberg - Schenkendöbern - Schilda - Schipkau - Schlaubetal - Schlepzig / Slopišća - Schlieben - Schmogrow-Fehrow / Smogorjow-Prjawoz - Schönborn - Schönefeld - Schöneiche bei Berlin - Schönermark - Schönewalde - Schönfeld - Schönwald | - Schönwalde-Glien - Schorfheide - Schraden - Schulzendorf - Schwarzbach - Schwarzheide - Schwedt/Oder - Schwerin - Schwielochsee / Gójacki jazor - Schwielowsee - Seddiner See - Seeblick - Seelow (Kreisstadt) - Senftenberg (Kreisstadt) - Siehdichum - Sieversdorf-Hohenofen | - Sonnenberg - Sonnewalde - Spreenhagen - Spreewaldheide / Błośańska Góla - Spremberg / Grodk - Stahnsdorf - Stechlin - Stechow-Ferchesar - Steinhöfel - Steinreich - Storbeck-Frankendorf - Storkow (Mark) - Straupitz (Spreewald) / Tšupc (Błota) - Strausberg - Stüdenitz-Schönermark - Sydower Fließ |

### T
| - Tantow - Tauche - Tauer / Turjej - Teichland / Gatojce - Teltow - Temmen-Ringenwalde | - Temnitzquell - Temnitztal - Templin - Tettau - Teupitz - Trebbin | - Treplin - Treuenbrietzen - Triglitz - Tröbitz - Tschernitz - Turnow-Preilack / Turnow-Pśiłuk |

### U
| - Uckerfelde - Uckerland | - Uebigau-Wahrenbrück - Unterspreewald |

### V
| - Velten - Vetschau/Spreewald / Wětošow/Błota | - Vielitzsee - Vierlinden | - Vogelsang |

### W
| - Waldsieversdorf - Walsleben - Wandlitz - Weisen - Welzow / Wjelcej - Wendisch Rietz - Wenzlow - Werben / Wjerbno | - Werder (Havel) - Werneuchen - Wiesenau - Wiesenaue - Wiesenburg/Mark - Wiesengrund / Łukojce - Wildau - Wittenberge | - Wittstock/Dosse - Wollin - Woltersdorf - Wriezen - Wusterhausen/Dosse - Wustermark - Wusterwitz |

### Z
| - Zechin - Zehdenick - Zernitz-Lohm - Zeschdorf | - Zeuthen - Zichow - Ziesar - Ziethen | - Ziltendorf - Zossen |